# Rollon
Der Rollon ist ein kleiner Fluss in Frankreich, der im Département Mayenne in der Region Pays de la Loire verläuft. Er entspringt im westlichen Gemeindegebiet von Larchamp, entwässert generell Richtung Südost und mündet nach rund 16 Kilometern im Gemeindegebiet von Ernée als rechter Nebenfluss in den gleichnamigen Fluss Ernée. 

## Orte am Fluss
(Reihenfolge in Fließrichtung)
- Le Larry, Gemeinde Larchamp
- Châtenay, Gemeinde Larchamp
- La Juguenière, Gemeinde La Pellerine
- Effrayère, Gemeinde Saint-Pierre-des-Landes
- La Rousselaie, Gemeinde Larchamp
- La Baudouinais, Gemeinde Ernée
- Le Pont de Carelles, Gemeinde Ernée